# Eghvard (Syunik)
Pour l’article homonyme, voir Eghvard.
Eghvard ou Yeghvard (en arménien Եղվարդ) est une communauté rurale du marz de Syunik en Arménie. En 2008, elle compte 268 habitants.